# 馬遠部落遺骨返還案
馬遠部落遺骨返還案是台灣原住民布農族與臺灣大學之間的遺骨返還爭議事件，源自1960年臺灣大學醫學院團隊赴往花蓮縣萬榮鄉，未獲部落家屬同意下，挖掘馬遠村馬遠部落公墓骨骸運回學校實驗室進行學術研究。2017年馬遠部落自組自救會，北上陳情要求臺大返還先人遺骨，臺大當時應允卻未歸還。2023年11月15日，馬遠自救會再赴臺大抗議，冀望引起社會關注。

## 背景

### 集團移住政策
日治時期1930年因應霧社事件爆發，臺灣總督府重新調整高山原住民治理政策，在1931年12月28日頒布〈理蕃政策大綱〉，將高山原住民集團移住列為重要施政目標，大量高山原住民因此被迫離開傳統領域，搬遷至山麓地帶居住。其中原居住於臺中州丹大溪上游（今南投縣境內）、屬於布農族丹社群的部落（即「新高郡丹蕃一部」），便是在此政策背景下遷徙至花蓮港廳的Mahuan社（即「馬猴宛」，今花蓮縣萬榮鄉馬遠村），少數移往Tamazuan社（即「達瑪巒」，今南投縣信義鄉地利村），遷居Mahuan社約在1935年前陸續完成:4、60-61、179-183，當時官方在Mahuan社規劃公墓區，也成為遷居者的長眠棲所。

### 日本體質人類學研究傳統
臺灣大學醫學院承接了日治時期臺北帝國大學醫學部的研究傳統，大量搜集世界各處不同種族的人類遺骨，進行解剖學或體質人類學的教學及學術研究。臺灣戰後少數的留用日籍教授之一金關丈夫，在延續學術傳統上扮演重要角色。原任臺北帝國大學醫學部解剖學教室第二講座教授的金關丈夫，自1930年代中期開始在臺灣各個墓地大規模地搜集人類遺骨，並且主導了戰後初期台大醫學院解剖學科的解剖教學與體質人類學研究工作。在1949年離台至日本九州大學任教後，他依然與台大醫學院保持密切聯繫，在1940年代到1960年代間，協助原解剖學教室助手蔡錫圭等多位醫師發表體質人類學研究取得日本醫學博士學位。金關丈夫在近年亦涉入琉球遺骨返還請求及賠償訴訟案，他被指控在京都帝國大學（今京都大學）醫學部任教時期，在琉球百按司墓不當取得琉球人遺骨。

## 遺骨挖掘事件
監察院2018年對此事件進行調查，調查報告引述時任臺大醫學院助教張丙龍1961年手稿及1962年〈臺灣布農族股骨之人類學的研究〉論文。論文提及1957年間，時任解剖学主任余錦泉教授率領林槐三副教授、鄭聰明講師、陳以理助教及張丙龍等人前往馬遠部落進行活體人類學調查，期間並以學術研究為由，請時任村長林清水同意挖掘部落祖先骨骸，據稱當時馬遠村正為環境衛生問題召開村民大會，馬遠派出所巡佐陳慶霖在會上提出掘墓，獲得大會一致同意並記錄。1960年8月時張丙龍函請陳慶霖（當時已調任鳳林分局利華派出所主管）、馬遠村幹事張紫淵向鄉長林清水（前該村村長）請求同意，9月時張丙龍赴村雇請數名工人、在時任村長馬連勝協助下挖出60具骨骸，由卡車運回臺大醫學院解剖學科。這批遺骨被稱為「馬遠遺骨」，也是全世界保存最完整的布農族人骨標本，從1961年到2014年，學界陸續發表以馬遠遺骨做為素材的學術論文，總計14篇，全數為體質人類學範疇。
1945年，日本帝國在第二次世界大战戰敗，中華民國政府接收臺灣、澎湖，後於1949年頒布「戒嚴令」，在臺灣各處進行高壓管制，建構威權體制的政府。臺大張丙龍手稿稱挖掘遺骨之事曾獲村民大會同意，但根據監察院報告，並無任何相關文件證明馬遠部落族人同意臺大團隊作為。馬遠部落耆老在採訪中表示，當年臺大挖掘遺骨並未與部落討論，又因在戒嚴體制的時空背景下，部落也不敢忤逆官方，布農族視遺骨挖掘等同驚擾往生者安寧，嚴重牴觸傳統禁忌，此事造成村人惶惶不安，見證者對遺骨被挖一事諱莫如深、乃至於避而不談，以致此事件塵封下來，久不為人廣知。

## 返還運動
2012年9月，臺灣大學校內刊物《臺大校友雙月刊》，學者蔡錫圭發表一篇〈體質人類學研究室〉，內文提及校方曾使用馬遠部落遺骨進行學術研究一事，被關懷原住民議題的研究生閱讀，並轉發至網路上討論，引起布農族學者陳張培倫和其他原住民團體關注，馬遠部落才得以知曉自己祖先遺骨被安置在臺灣大學醫學院內，一時議論如沸。
2017年，馬遠部落籌組「還我祖先遺骨自救會」，首度北上臺大醫學院的標本室觀看遺骨，自救會又經內部討論取得共識，向臺灣大學提出七大訴求：
1. 臺灣大學公開道歉。
2. 馬遠部落64具遺骨立即採取保護措施。
3. 中華民國政府應對馬遠部落給予補償金。
4. 中華民國政府應在馬遠部落興建遺骨館及紀念碑。
5. 臺灣大學應歸還64具遺骨。
6. 臺灣大學應舉辦隆重的歸還典禮。
7. 臺灣大學應代表中華民國政府與部落族人舉辦和解儀式。

2018年7月12日，臺灣大學遲未歸還馬遠部落遺骨事宜，監察院發文請臺灣大學盡速辦理。
2020年至2023年期間，自救會（2018年改名「馬遠部落會議還我祖先遺骨工作小組」）與臺大談判未果，期間經歷行政院、教育部與原委會等各單位協調，雙方始終未達共識，陷入僵持。
2023年11月3日，英國愛丁堡大學將牡丹社事件中喪命的排灣族遺骨送返臺灣，工作小組受到啟發，再度於11月15日號召族人北上，透過繞行行政院、教育部、臺大醫學院，再走到臺大校本部正門口表達訴求，希望能請臺大校長陳文章出面接受陳情書便願意解散，但是日正逢臺大創校95周年紀念，台大僅派出主任秘書代表校方出面，族人被警方阻隔在台大正門之外。

## 各界回應

### 臺灣大學
臺灣大學表示馬遠部落索賠金額將近新臺幣15億元、又要求設立基金會營運馬遠部落紀念園區，臺大不僅難以負擔，且於法無據；但臺大依然願意盡社會責任，譬如從2018年起，臺大每年寒假有派請醫服團的學生，前往馬遠部落進行學童課輔、社區衛教和義診活動，以及2024年由臺大人類學系協作馬遠舊部落的聚落測繪紀錄。

### 馬遠部落
部落自救會回應臺大高額賠償金問題，將近15億的賠償金是每一具骸骨「8小時 X 時薪 X 年數 X 365天」公式換算，賠償金額並非不可討論，臺灣大學不應以此為理由推託，長期消極應對返還遺骨甚至其他協商。
2024年，高齡98歲的馬遠部落耆老接受公視「我們的島」團隊採訪，表達有生之年能夠再祭拜自己母親遺骨的願望。

### 學生會聯合聲明
2023年11月17日，臺大學生組織、社團發表聯合聲明：
- 臺大學生會批評校方「推學生、鎖校門、搞戒嚴？譴責校方罔顧學術倫理、濫用警力」。
- 臺大研究生協會譴責校方，應嚴肅面對歷史錯誤，盡速歸還馬遠部落遺骨。
- 臺大原聲帶社進一步呼籲，請臺大校方停止誤導媒體，一再將新聞焦點從遺骨返還轉移到族人要求鉅額賠償金，營造「族人就是要錢」的負面形象，令人痛心且遺憾。

## 轉型正義
臺灣大學文學院人類學者童元昭認為這起事件不只是個案的知識實踐上存在倫理問題，同時也應該反省這類人骨蒐藏與人種研究的學術知識傳統本身隱含的科學種族主義，以及研究者長期與官僚軍警等國家機器共謀取得遺骸的殖民主義歷史。例如部份七腳川事件以及霧社事件中亡故的原住民，便是由警察協助挖掘死者的骨骸，寄給金關丈夫及台灣總督府醫學校（今台大醫學院）收藏。
東華大學民族學者陳張培倫表示，馬遠部落遺骨事件並非單一部落、族群之個案，早年政府公家機關挾威權體制常便宜行事，除了臺大之外，也有其他學校涉入原住民文物或遺骨不當索取情事，所以受害者補償的問題，不應是單一學校概括承受，此案涉及「國家轉型正義」，政府單位不僅應當出面，也可參考國外案例，嘗試建立返還與補償的法規制度。

## 外部連結
- 蔡錫圭，〈體質人類學研究室〉 （页面存档备份，存于）－臺大校友雙月刊－2012-09
- 孫大川、尹祚芊，〈馬遠先人遺骨案調查報告〉 （页面存档备份，存于）－監察院全球資訊網－審議日期：2018-07-12、公告日期：2019-04-02
- 〈馬遠遺骨何時歸？｜未完成的轉型正義〉 （页面存档备份，存于）－公視 我們的島－2024-04-08
- 〈為什麼當年的學術研究會用到馬遠遺骨？返還與研究倫理的省思｜ft.台大人類學系兼任副教授 童元昭〉 （页面存档备份，存于）－公視 我們的島－2024-04-15